# Paraná (futebolista)
Ademir de Barros, mais conhecido como Paraná (Cambará, 21 de março de 1942), é um ex-futebolista brasileiro que atuava como ponta-esquerda.

## Biografia
Ponta-esquerda, atuou por São Bento, São Paulo, Francana e Londrina, além de ter feito parte da seleção brasileira que foi à Copa do Mundo de 1966.
Foi bicampeão paulista em 1970 e 1971 jogando no São Paulo. Atualmente, é funcionário da prefeitura de Sorocaba.

## Títulos
São Paulo
- Campeonato Paulista: 1970, 1971[5]